# Nellie McKay (Sängerin)
Nellie McKay (* 13. April 1982 in London) ist eine US-amerikanische Sängerin, Songwriterin und Schauspielerin.

## Leben
McKay wurde in London als Tochter des englischen Regisseurs und Autors Malcolm McKay und einer amerikanischen Schauspielerin geboren. Nach der Scheidung der Eltern zog sie im Alter von zwei Jahren mit ihrer Mutter nach New York, wo sie bis 1994 blieben. Nach einem Jahr in Olympia, Washington zogen sie wieder an die Ostküste nach Pennsylvania, wo McKay die Highschool besuchte.
Im Jahr 2000 begann sie ein Studium an der Manhattan School of Music. Gelangweilt und unzufrieden verließ sie diese jedoch nach zwei Jahren. Sie trat nun in New Yorker Clubs als Sängerin und Stand-Up-Comedian auf und wandte sich der Anti-Folk-Szene zu.
Im Februar 2003 war sie im Vorprogramm der Trachtenburg Family Slideshow Players im Tonic, an New Yorks Lower East Side zu sehen. Hierfür bekam sie gute Kritiken, unterschrieb einen Vertrag bei Columbia Records und startete im Spätsommer 2003 die Produktion ihres ersten Albums.
Ihre Musik beinhaltet verschiedene Genres von Jazz zu Hip-Hop bis hin zu Disco und Funk. Der dynamische Stil und ihre durchdringenden Texte kennzeichnen sie als originelle Sängerin. Ihre Lieder beinhalten häufig auch politische Themen. Sie ist ein Mitglied von PETA und ihr Lied Columbia Is Bleeding behandelt den, in ihren Augen grausamen, Umgang mit Tieren durch die Columbia University.
John John beschreibt ihre Meinung zu ihrem bevorzugten Politiker Ralph Nader. Darüber hinaus tritt sie regelmäßig bei Benefizkonzerten auf.

## Musik
Ihr von Kritikern gelobtes erstes Album Get Away from Me vom  Beatles-Toningenieur Geoff Emerick produziert, erschien im Februar 2004 bei Columbia Records. Der Titel spielt auf das Stück Come Away with Me von Norah Jones an und drückt ihre Unzufriedenheit mit dem modernen Jazz aus. McKay ist die erste Frau, die eine Doppel-CD als Debütalbum auf den Markt brachte. Nellie McKay erreichte mit Get Away from Me Platz 187 der Billboard Charts.
Pretty Little Head, welches Duette mit k.d. lang und Cyndi Lauper enthält, wurde nach einigen Verzögerungen im Oktober 2006 veröffentlicht. Zuvor gab es Auseinandersetzungen mit der Plattenfirma über den Aufbau und den Titeln des Albums.
McKay bestand darauf 23 Titel mit einer Gesamtlänge von 65 Minuten zu veröffentlichen, Columbia wollte jedoch nur 16 Titel mit einer Gesamtlänge von 45 Minuten unterstützen. McKay verließ Columbia und veröffentlichte ihr Album nach eigenen Vorstellungen als Doppel-CD bei SpinART Records.
Obligatory Villagers erschien am 25. September 2007 in den USA und ist nur als Importware in Deutschland zu bekommen. McKay veröffentlichte dieses Album bei Hungry Mouse Records und widmete es den vielen verschwindenden Sehenswürdigkeiten in den Poconos, einer Bergkette in Pennsylvania.
Zum Soundtrack des Films P.S. Ich liebe dich, bei dem sie Hilary Swanks Schwester verkörperte, steuerte sie das gleichnamige Lied P.S. I Love You bei.

## Broadway
McKay trat 2006 zum ersten Mal am Broadway als Polly Peachum in der Musical-Version der Threepenny Opera zusammen mit Cyndi Lauper und Alan Cumming auf. Für ihre Rolle wurde sie mit einem Theatre World Award in der Kategorie Outstanding Debut Performance ausgezeichnet.

## Diskografie

### Alben
- 2004 Get Away from Me
- 2006 Pretty Little Head
- 2007 Obligatory Villagers
- 2009 Normal as Blueberry Pie - A Tribute to Doris Day
- 2010 Home Sweet Mobile Home
- 2015 My Weekly Reader
- 2018 Sister Orchid

### Filmmusik
- 2005 Pasadena Girl, Face of a Faith (Soundtrack zu Wo die Liebe hinfällt …)
- 2005 Won’t U Please B Nice (Soundtrack zu Das Schwiegermonster)
- 2005 David (Soundtrack zu Weeds)
- 2007 P.S. I Love You (Soundtrack zu P.S. Ich liebe Dich)